# Andalouse (poule)
Pour les articles homonymes, voir Andalouse.
L'Andalouse est une race autochtone de poule domestique andalouse (Espagne) standardisée en Angleterre. En Espagne, elle est nommée Gallina Andaluza Azul (« Poule Bleue Andalouse »). C'est une race en danger d'extinction.

## Origines
Citation du standard espagnol : d'après Dürigen, c'est en 1851 que partirent de Gibraltar pour l'Angleterre les premières poules bleues andalouses. Elles étaient petites, mais elles attirèrent l'attention des Anglais par leur ponte abondante et la taille extraordinaire de leurs œufs ainsi que par le liseré foncé des plumes. Là bas, ils voulurent augmenter le volume de cette poule car ils appréciaient les oreillons blancs, mais voulaient un corps plus volumineux. Parmi les différents croisements qui furent pratiqués, le plus probable est celui indiqué par le standard anglais : la minorque. Le liseré très foncé apparut sans doute par hasard, ils le fixèrent par la suite.

## Description
C'est une volaille du type fermier européen originel (ossature fine et œufs blancs), à deux fins (chair et ponte), élégante et vive. C'est une poule au joli plumage « bleu » à liseré plus foncé, Bonne pondeuse de gros œufs à coquille blanche.

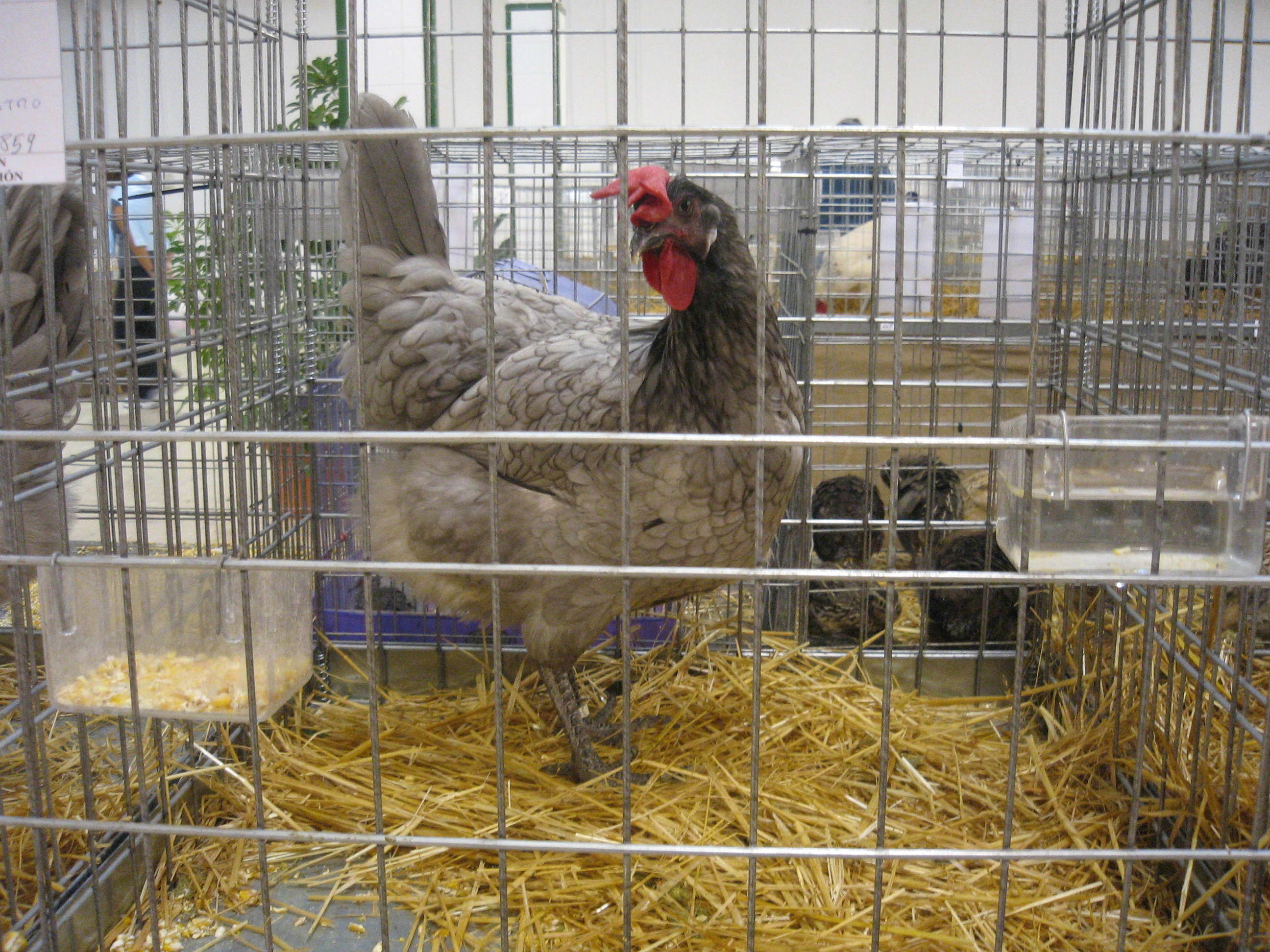
Poule Andalouse.

## Standard

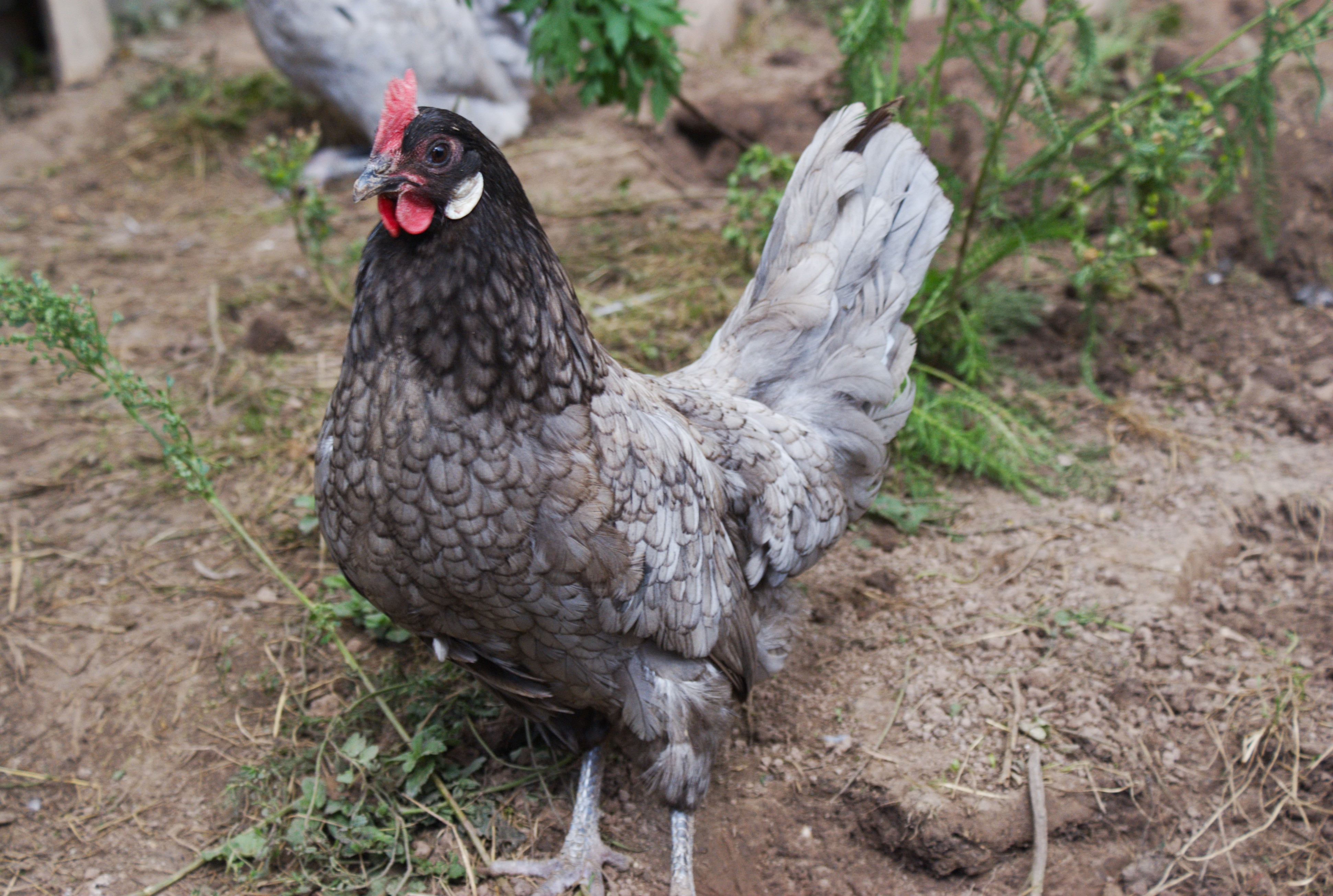
Poule andalouse naine.

- Crête : simple, souvent tombante sur un côté pour la femelle et droite poule le coq[2].
- Oreillons : blancs
- Couleur des yeux : rouge-orangé
- Couleur de la peau : blanche
- Couleur des tarses : bleue
- Variétés de plumage : uniquement bleu

Grande race :
- Masse idéale : coq : 2,9 à 3,5 kg ; poule : 2,2 à 2,8 kg
- Œufs à couver : min. 58 g, coquille blanche
- Diamètre des bagues : coq : 18 mm ; poule : 16 mm

Naine :
- Masse idéale : coq : 800 g ; poule : 700 g
- Œufs à couver : min. 40 g, coquille blanche
- Diamètre des bagues : coq 20 mm et poule : 16 mm